# Micropterix erctella
Micropterix erctella is een vlinder uit de familie van de oermotten (Micropterigidae). De wetenschappelijke naam van de soort is voor het eerst geldig gepubliceerd door Walsingham in 1919.

## Verspreiding en leefgebied
De soort komt voor in Europa.